# 土地基本法
土地基本法（とちきほんほう、平成元年12月22日法律第84号）は、土地についての基本理念を定め、ならびに国、地方公共団体、事業者および国民の土地についての基本理念に係る責務を明らかにするとともに、土地に関する施策の基本となる事項を定めることにより、適正な土地利用の確保を図りつつ正常な需給関係と適正な地価の形成を図るための土地対策を総合的に推進し、もって国民生活の安定向上と国民経済の健全な発展に寄与することに関する日本の法律である。

## 構成
- 第一章　総則（第1条―第11条）
- 第二章　土地に関する基本的施策（第12条―第20条）
- 第三章　土地に関する基本的な方針（第21条）
- 第三章　国土審議会の調査審議等（第22条）
- 附則